# Weberocereus trichophorus
Weberocereus trichophorus är en kaktusväxtart som beskrevs av H. Johnson och Myron William Kimnach. Weberocereus trichophorus ingår i släktet Weberocereus och familjen kaktusväxter. Inga underarter finns listade i Catalogue of Life.